# Кіровоградський обласний загальноосвітній навчально-виховний комплекс гуманітарно-естетичного профілю
Кіровоградський обласний навчально-виховний комплекс гімназія-інтернат — школа мистецтв — загальноосвітній навчальний заклад у м. Кропивницький.

## Історія
Навчальний заклад був створений 1996 року з метою забезпечення підготовки абітурієнтів до вступу до Кіровоградського державного педагогічного університету імені Винниченка.
У 2004 році у гімназії було запроваджено профільне навчання за суспільно-гуманітарним, природничо-математичним та художньо-естетичним напрямами, а у школі мистецтв створено позашкільний заклад, для дітей 5—18 років.
У 2008 році структурним підрозділом гімназії стала Кіровоградська Мала академія наук учнівської молоді.
У навчальному закладі навчається близько 1 тисячі учнів

## Структура
- гімназія-інтернат II ступеня (5—9 класи). Навчається 160 учнів у класах природничо-математичного, суспільно-гуманітарного та художньо-естетичного профілів. Існує 8 навчальних кабінетів, у тому числі кабінет інформатики, 5 балетних залів, їдальня, медичний кабінет. Корпус розташований на вул. Володарського, 16.
- гімназія-інтернат III ступеня (10—11 класи). Навчається 175 учнів у класах природничо-математичного, суспільно-гуманітарного та художньо-естетичного профілів. Існує 12 навчальних кабінетів, у тому числі кабінет інформатики, 3 балетних зали, технічний центр, їдальня, медичний кабінет, бібліотечно-інформаційний центр. Корпус розташований на вул. Дворцова, 7.
- Школа мистецтв, в якій навчається близько 650 учнів. У ній базовим предметом є хореографія, до якої долучається з 1 класу рисунок, у 4-го — історія хореографії та сольний спів.
- Кіровоградська Мала академія наук учнівської молоді. До 2009 року в 6 наукових відділеннях працювали 19 наукових секцій. Кількість останніх на 2012 рік збільшилась до 24-х. Підрозділ координує роботу 5 районних, 3 міських та 30 шкільних наукових товариств учнів області.

## Матеріально-технічна база
- 19 навчальних кабінетів, у тому числі хіміко-біологічний, фізико-математичний, 6 кабінетів для вивчення іноземних мов, 2 кабінети інформатики
- 8 балетних залів
- гуртожиток для дітей з сільської місцевості на 140 місць
- концертна зала на 360 місць
- 3 медичні кабінети
- 2 технічні центри
- 2 їдальні

## Адміністрація школи
- Коротков Анатолій Єгорович — директор, народний артист України, професор, художній керівник народного хореографічного ансамблю «Пролісок».
- Якимчук Олександр Наумович — заступник директора з навчально-виховної роботи, заслужений учитель України, вчитель-методист.
- Загуменна Яна Станіславівна заступник директора з навчально-виховної роботи, учитель вищої категорії, вчитель-методист.
- Шепель Валентина Олексіївна — заступник директора з виховної роботи.
- Цапенко Євгенія Володимирівна — заступник директора з навчально-виховної роботи школи мистецтв.
- Філянт Світлана Володимирівна — заступник директора з навчально-методичної роботи МАН.
- Ляшонок Артур Вікторович — заступник директора з адміністративно-господарської роботи.

## Педагогічний колектив та персоналії
- А. Є. Коротков — народний артист України, професор
- В. М. Короткова — заслужений діяч мистецтв України
- О. Н. Якимчук — заслужений вчитель України
- Н. В. Брояковська — заслужений працівник культури України
- В. О. Андроніков — заслужений працівник народної освіти України
- 2 кандидати наук
- 7 відмінників освіти України
- 12 вчителів-методистів
- 20 вчителів вищої та першої кваліфікаційної категорії.

## Хореографічний ансамбль «Пролісок»

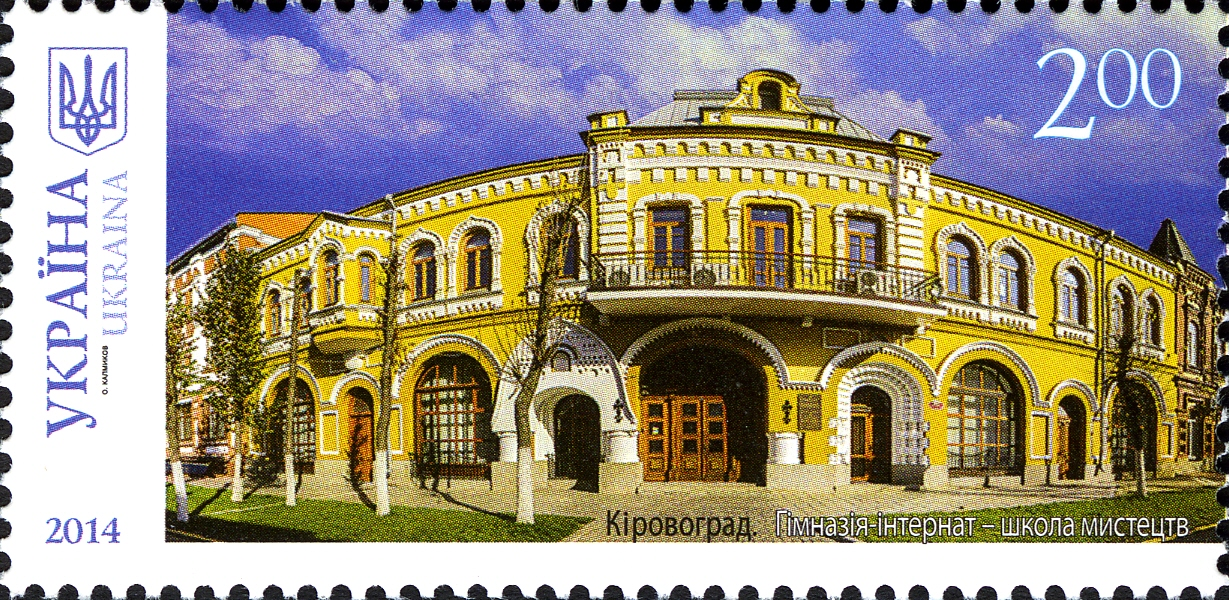
Поштова марка України, 2014

Ансамбль створено у лютому 1970 року, а вже 9 травня того року вібувся перший виступ колективу. За історію було поставлено більше 100 хореографічних номерів та ряд концертних програм.
Колектив їздив на гастролі до Польщі (2010) та Бразилії (2011).
Колектив є володварем гран-прі та лауреатом численних міжнародних Фестивалів в Україні, Росії, Білорусі, Угорщині, Португалії, Іспанії, Італії, Чехії, виступав на гастролях у багатьох країнах світу.
Наразі в ньому виступає понад 120 учнів гімназії.
Із часу заснування колектив очолює народний артист України, професор А. Є. Коротков.

## Випускники
- Волкотруб Віталій Юрійович (1986—2014) — молодший сержант Збройних сил України, учасник російсько-української війни, загинув під Іловайськом.